# 中津川 (相模川水系)
中津川（なかつがわ）は、神奈川県を流れる河川。相模川水系の支流である。

## 地理

### 源流域
神奈川県秦野市の北部に位置する丹沢山地のヤビツ峠（標高761m）付近を源とし北流する。この水源よりおよそ4km下流にあるタライゴヤ沢合流点までは藤熊川（ふじくまがわ）と呼ばれ、同合流点からおよそ3km下流の本谷川（ほんたにかわ）合流点までは布川（ぬのかわ）と呼ばれる。この地域は川と平行に走る神奈川県道70号線沿いに数軒の山小屋とキャンプ場があるのみで、人家はほとんどない。ヤビツ峠より約1km東にある富士見山荘付近には秦野盆地湧水群のひとつとして有名な「護摩屋敷の水」があり、休日になると付近は水汲みの車で賑わう。

### 上流域
丹沢山の東側を水源とする本谷川との合流点より中津川と呼ばれるようになる。その後、大山を水源とする唐沢川（からさわがわ）などと合流して宮ヶ瀬湖に流入する。この宮ヶ瀬湖は宮ヶ瀬ダム建設によって誕生した人工湖であり、神奈川県の上水道・水力発電用の水瓶としての役割を担っている。

### 中・下流域
宮ヶ瀬ダムより先は南東に流れを変える。宮ヶ瀬ダムおよびその副ダムとして建設された宮ヶ瀬副ダム（石小屋ダム）がある場所はかつて中津渓谷（詳しくは後述）と呼ばれた景勝地であったが、ダム建設によって大きく姿を変えた。周辺はダム遊歩道や県立あいかわ公園として整備され、新たな観光地となっている。
愛川町・厚木市内を流れ、厚木市妻田付近で小鮎川と合流した後、厚木市金田付近で相模川に合流する。

## 中津渓谷

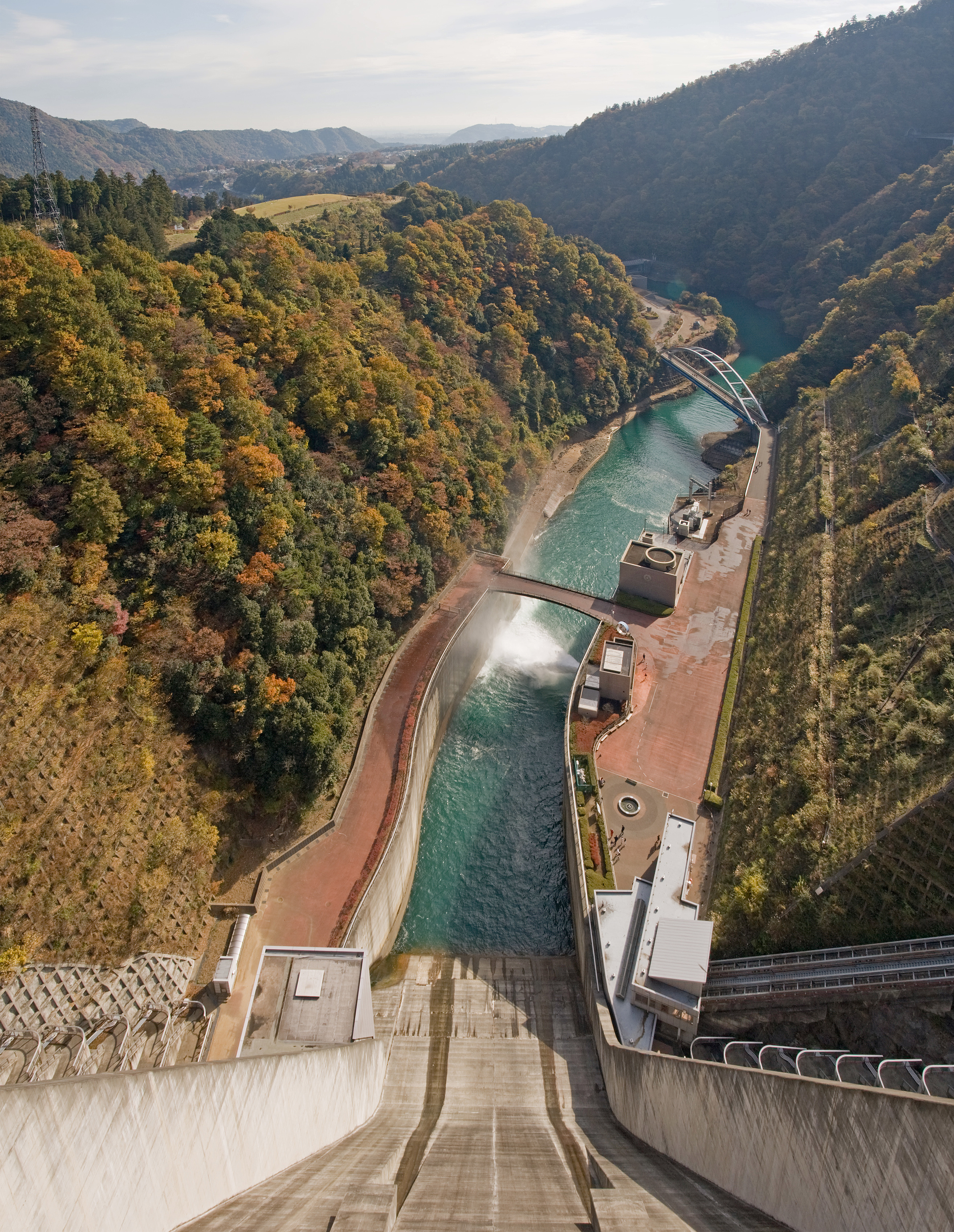
中津渓谷宮ヶ瀬ダムと石小屋ダムが建設され、面影はほとんど無くなった。

中津渓谷（なかつけいこく）は現在宮ヶ瀬ダムと宮ヶ瀬副ダムが建設されている場所に存在した渓谷である。かつては丹沢山麓唯一の渓谷美とまでいわれ、近郊の渓谷として楽しまれていたが、今はダム湖に水没し面影はほとんど残っていない。しかし、宮ヶ瀬湖より上流（上中津渓谷と呼ばれることもある）は、丹沢大山国定公園に指定され開発がほとんど進んでいない為、現在も渓谷美が残る地域である。また、後述の「東丹沢県民の森」の主流をなす渓谷でもある。

## 流域の自治体
神奈川県
秦野市、愛甲郡清川村、相模原市、愛甲郡愛川町、厚木市

## 流域の山々
丹沢山地中央部の丹沢主脈と呼ばれる稜線と表尾根、大山山塊、中津山地に囲まれた東丹沢地域を流域とする。
| 山容 | 名称       | 標高（m） | 山塊     | 中津川に流出する河川 | 備考               |
| ---- | ---------- | --------- | -------- | --- | ------------------ |
|      | 大山       | 1,252     | 大山山塊 | 藤熊川、唐沢川 |                    |
|      | 大山三峰山 | 935       | 大山山塊 | 唐沢川 |                    |
|      | 新大日     | 1,340     | 表尾根   | タライゴヤ沢 |                    |
|      | 塔ノ岳     | 1,491     | 丹沢主脈 | 本谷川 |                    |
|      | 丹沢山     | 1,567     | 丹沢主脈 | 本谷川、塩水川、早戸川 |                    |
|      | 蛭ヶ岳     | 1,673     | 丹沢主脈 | 早戸川 | 中津川流域の最高峰 |
|      | 黍殻山     | 1,273     | 丹沢主脈 | 早戸川(中津川に流入する大きな支流のひとつであるが、現在は宮ヶ瀬湖に流入する形となっている。 渓流釣りでも結構有名な川で、休日は釣り客で賑わう。源流域には日本の滝百選で有名な早戸大滝がある。)記事ができれば削除願います。） |                    |
|      | 仏果山     | 747       | 中津山地 | 川弟川 |                    |

## 東丹沢県民の森
丹沢山地中部の丹沢山北麓に広がる森林であり、丹沢大山国定公園の区域内にあたり、かながわの美林50選や東丹沢県民の森として水源の森百選に指定されている。
| 山岳 | 面積(ha) | 標高(m)   | 人工林(%) | 天然林(%) | 主な樹種                   | 制限林                                           | 種類                                       |
| ---- | -------- | --------- | --------- | --------- | -------------------------- | ------------------------------------------------ | ------------------------------------------ |
|      | 118      | 620 ～940 | 48        | 52        | スギ・マツ・ケヤキ・コナラ | 水源かん養保安林、土砂流出防備保安林、保健保安林 | 流水（中津渓谷）、ダム貯水池（宮ヶ瀬ダム） |

中津渓谷周囲の森であり、水源林により貯えられた水は宮ヶ瀬ダムへ流れ上水道や発電の水源として利用されている。また、クマタカを始め多くの動物や広葉樹林の群生林など多くの生き物を育む森である。
- 所在地：神奈川県愛甲郡清川村宮ヶ瀬字丹沢山 他（データは指定年1995年（平成7年）7月)

|                                  |                                  |
| 丹沢山北麓に広がる東丹沢県民の森 | 丹沢山付近のブナ林 [中津渓谷.JPG |

## その他支流
（河川に直接に流入支流（沢や渓流は除く国土地理院、国土交通省河川整備計画に明記されるもの）

## 河川施設
- 宮ヶ瀬ダム
- 石小屋ダム
- 日向橋・平山橋（かながわの橋100選）

## ギャラリー

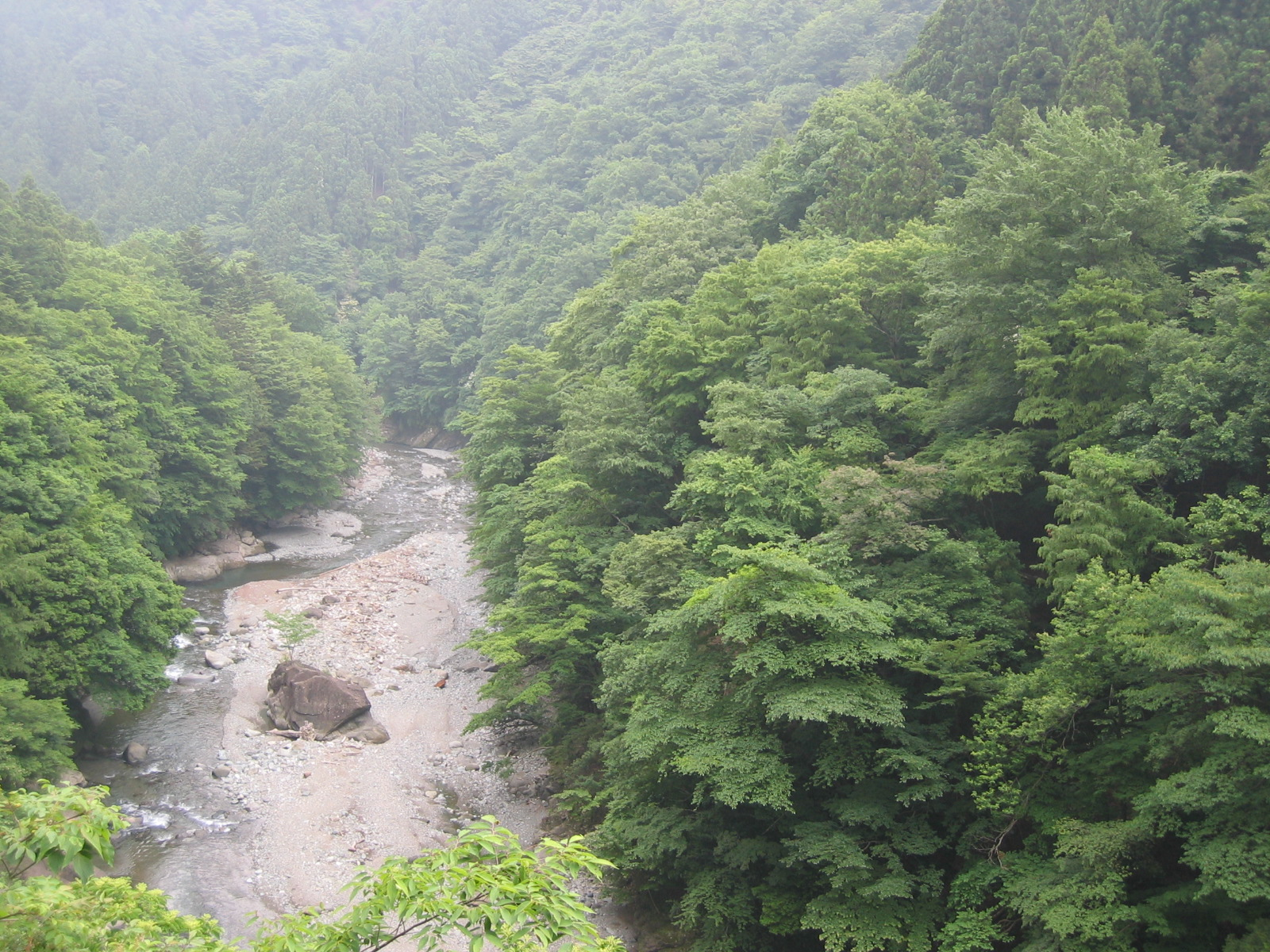
県道70号線から中津川
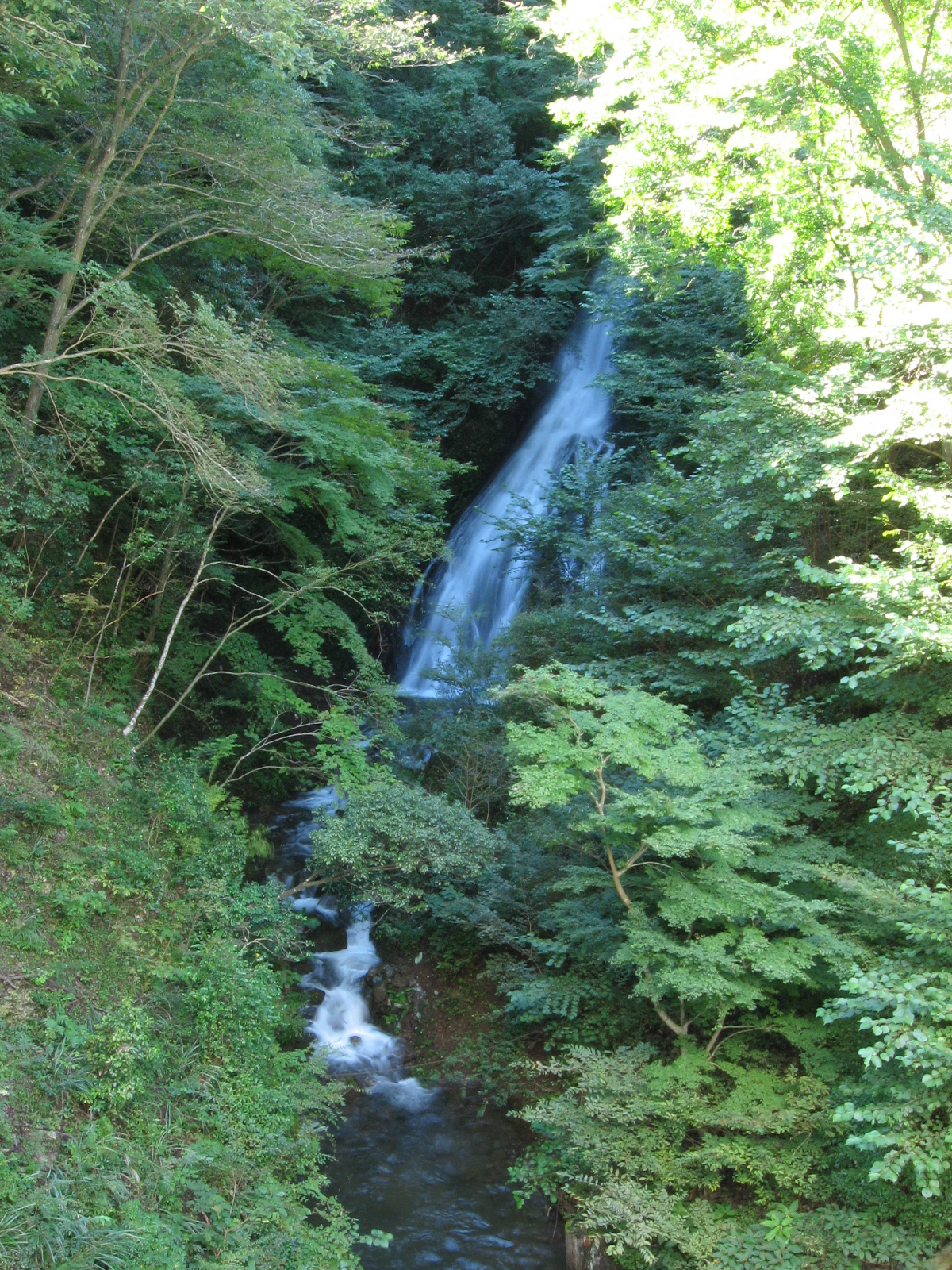
宮ヶ瀬ダムと石小屋ダムの間にある石小屋湖に流入する大沢の滝（新石小屋橋から撮影）
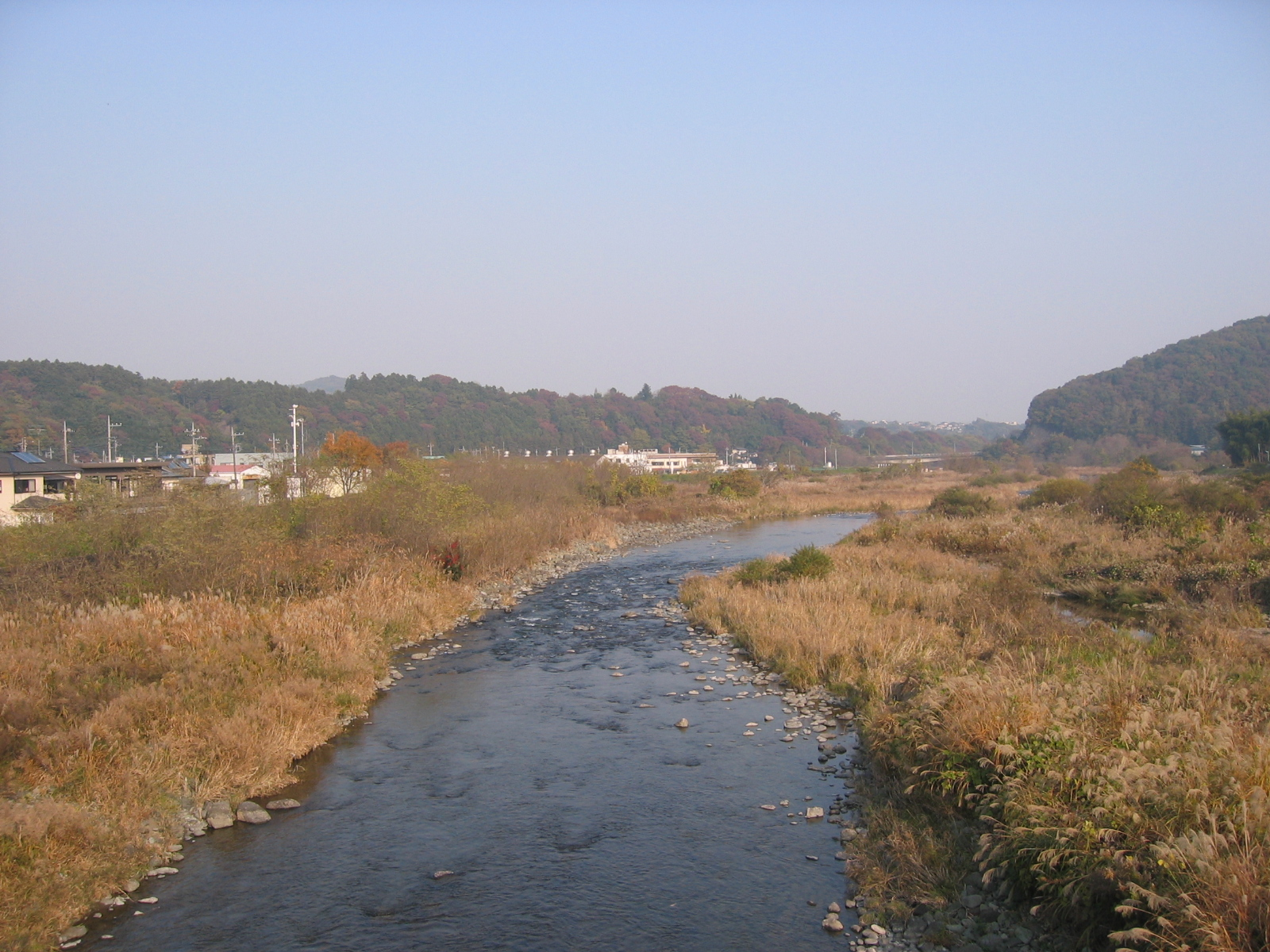
平山橋から中津川
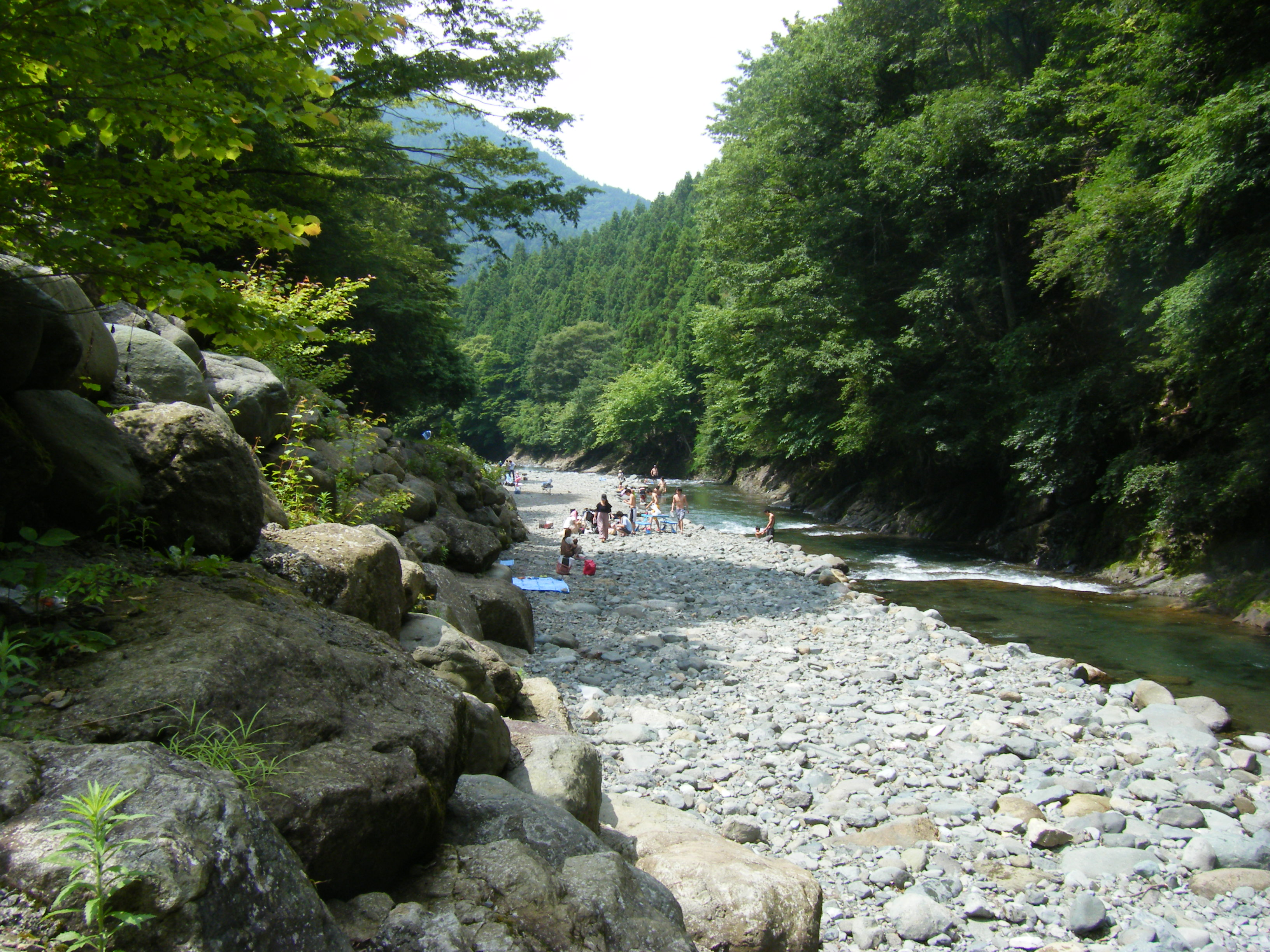
上流の川辺

座標: 北緯35度27分0秒 東経139度22分13.5秒 / 北緯35.45000度 東経139.370417度